# Gabrielle Anwar

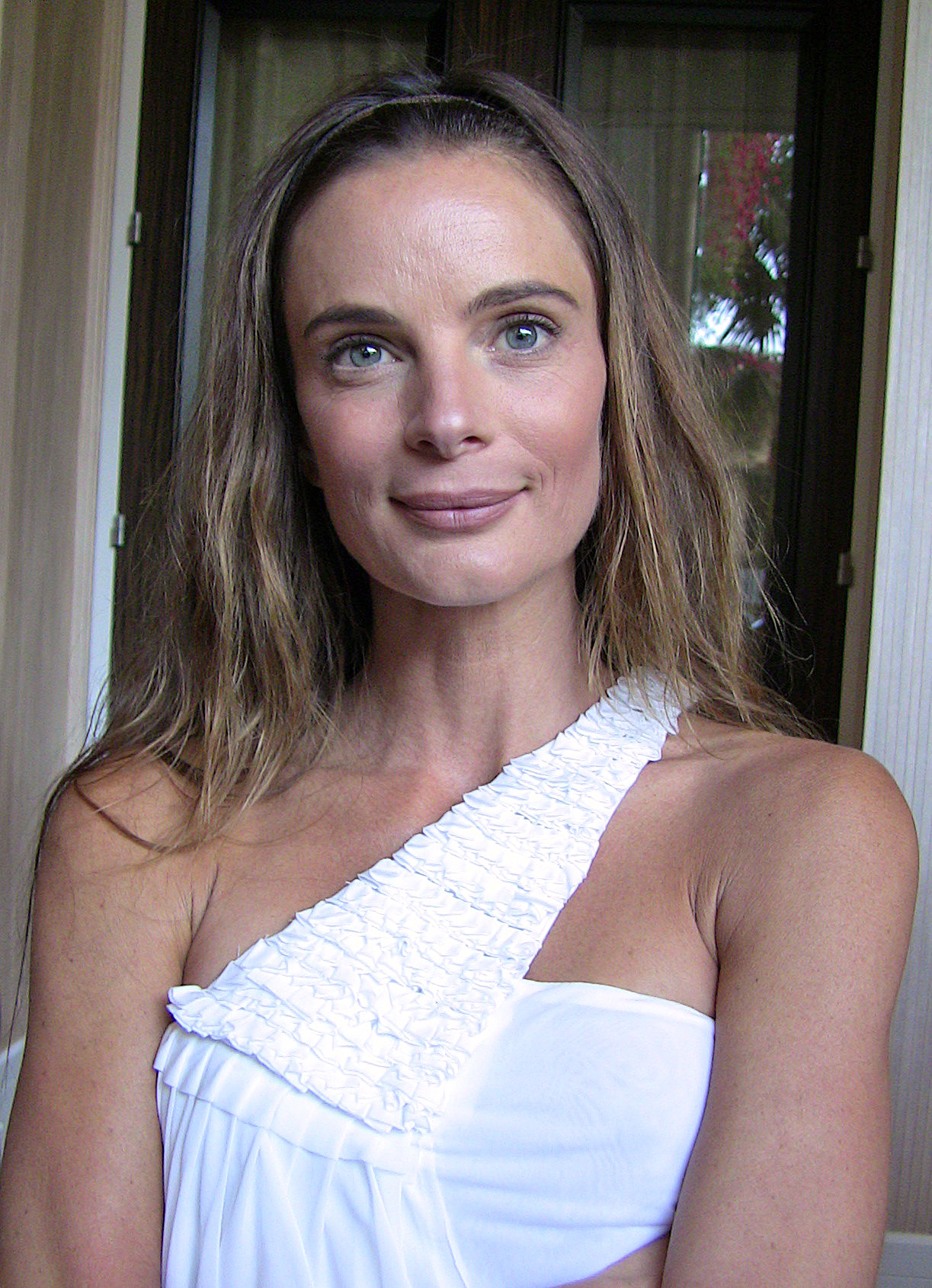
Gabrielle Anwar in Beverly Hills (2009)

Gabrielle Anwar (* 4. Februar 1970 in Laleham, Middlesex) ist eine britische Schauspielerin und Filmproduzentin.

## Leben und Karriere
Die Tochter der englischen Schauspielerin Shirley Hills und des indischstämmigen Filmeditors Tariq Anwar studierte Tanz und Drama in London. Zuerst wirkte sie in Fernsehserien der BBC mit, 1988 gab sie ihr Kinodebüt in Manifesto. Berühmt wurde sie ab 1992 mit ihrer Rolle in Der Duft der Frauen, in der sie eine markante Tanzszene mit Al Pacino spielt. Von 2007 bis 2013 hatte Anwar eine Hauptrolle in der Fernsehserie Burn Notice an der Seite von Jeffrey Donovan. Seit 2017 hat sie eine Hauptrolle in der Serie Once Upon a Time an der Seite von Dania Ramirez und Lana Parilla.
Anwar hat mit dem Schauspielkollegen Craig Sheffer eine Tochter (* 1993). Mit dem Schauspielkollegen John Verea – mit dem sie verheiratet war – hat sie eine Tochter und einen Sohn.
Seit August 2015 ist sie mit Shareef Malnik, dem Sohn von Al Malnik, verheiratet.

## Filmografie (Auswahl)
- 1988: Manifesto
- 1988: Mary’s Baby – Die Geburt einer neuen Art (First Born, Fernsehfilm)
- 1990: Das Geheimnis des schwarzen Dschungels (I misteri della giungla nera, Miniserie)
- 1990: Press Gang (Fernsehserie)
- 1991: Teen Agent – Wenn Blicke töten könnten (If Looks Could Kill)
- 1991: Das Herz einer Amazone – wild und frei (Wild Hearts Can’t Be Broken)
- 1992: Beverly Hills, 90210 (Fernsehserie, Episode 2x19, „Die Eisprinzessin“)
- 1992: Der Duft der Frauen (Scent Of A Woman)
- 1993: Body Snatchers – Angriff der Körperfresser (Body Snatchers)
- 1993: Ein Concierge zum Verlieben (For Love Or Money)
- 1993: Die drei Musketiere (The Three Musketeers)
- 1995: Das Leben nach dem Tod in Denver (Things to Do in Denver When You’re Dead)
- 1995: Blutiger Befehl (In Pursuit of Honor)
- 1995: Unschuldige Lügen (Innocent Lies)
- 1996: Die Gruft in den Sümpfen (The Grave)
- 1997: Nevada
- 1997: Sub Down – Verschollen in der Tiefe (Sub Down)
- 1998: Beach Movie
- 1999: The Manor
- 1999: Kimberly
- 2000: Ein Apartment zum Verlieben (If You Only Knew)
- 2000: Schuldig – Ein mörderischer Auftrag (The Guilty)
- 2000: North Beach
- 2001: Turbulence 3
- 2001: Flying Virus
- 2002: Sherlock: Case of Evil
- 2003: Save It For Later
- 2004: 9/Tenths
- 2004: Try To Remember
- 2005: Mysterious Island – Die geheimnisvolle Insel (Mysterious Island, Fernsehfilm)
- 2006: Crazy Eights
- 2006: Ripper – Der Schlitzer (Ripper)
- 2006: The Marsh – Der Sumpf (The Marsh)
- 2006: The Quest – Das Geheimnis der Königskammer (The Librarian – Return to King Solomon’s Mines)
- 2007: Die Tudors (The Tudors, Fernsehserie, 6 Episoden)
- 2008: Law & Order: Special Victims Unit (Law & Order: New York, Fernsehserie, 1 Episode)
- 2008: iMurders
- 2007–2013: Burn Notice (Fernsehserie, 111 Episoden)
- 2011: Liebe gewinnt (A Warrior’s Heart)
- 2017–2018: Once Upon a Time – Es war einmal … (Once Upon a Time, Fernsehserie, 11 Episoden)
- 2019: The Last Summer

## Synchronsprecher
Gabrielle Anwar wurde in Deutschland für TV-Serien u. a. von Ulrike Stürzbecher, Elisabeth von Koch, Sabine Arnhold und Bettina Weiß synchronisiert. Ihre Filmauftritte wurden u. a. von Christin Marquitan, Gundula Liebisch, Katharina Müller-Elmau, Maud Ackermann, Daniela Hoffmann, Maja Dürr oder Natascha Geisler synchronisiert.